# Virgil Almășanu
Virgil Almășanu (n. 28 februarie 1926, Baccealia – d. 3 februarie 2009, București) a fost un pictor român, reprezentant al realismului socialist.

## Biografie
După absolvirea Liceului „Andrei Șaguna” din Brașov, se înscrie, în toamna anului 1945, la Academia de Arte Frumoase din București (devenită, din anul 1948, Institutul de Arte Plastice „N. Grigorescu”), avându-i ca profesori, printre alții, pe Nicolae Dărăscu și Jean Steriadi. În 1952, Almășanu a absolvit Institutul de Arte Plastice.
În perioada 1958 - 1974 a realizat lucrări murale de mari dimensiuni: triptic mural pentru gara fluvială Galați, împreună cu Constantin Crăciun, o amplă frescă la Centrul Cultural al Tineretului București și mozaicul mural de la magazinul Muzica.
La Teatrul Național din București a lucrat la proiectul de decorare murală a fațadelor, împreună cu Traian Brădean, și la tapiseria „Odă Patriei”, împreună cu Gheorghe Iacob.
Din 1955, Almășanu a participat la toate expozițiile interregionale, anuale, de stat și municipale, bienale de stat. De asemenea, a participat la 56 de expoziții internaționale.
În 1965, el a primit premiul Ioan Andreescu al Academiei Române, în 1968 a primit premiul Uniunii Artiștilor Plastici și a fost ales secretar al Uniunii Artiștilor Plastici. În perioada 1970 - 1973, Almășanu a fost vicepreședinte al Uniunii Artiștilor Plastici.
În 1971, artistul a primit premiul pentru pictură al Comitetului de Stat pentru Cultură și Artă. În 1974 a primit Ordinul Meritul Cultural clasa a II-a, iar în 2004 a fost decorat cu Ordinul Meritul Cultural în grad de ofițer. 
În perioada 1986 - 1990 a locuit în America de Sud și în California. La revenirea în țară, lucrările sale, caracterizate printr-o artă modernă a sintezei și prin armonii cromatice pe tonuri de gri, au creat chiar un gen artistic.

## Distincții
- Ordinul „Meritul Cultural” clasa a III-a (1968) „pentru activitate deosebită în domeniul artelor plastice”[6]